# Болбочан, Пётр Фёдорович
Пётр Фёдорович Болбоча́н (рум. Petru Bolbocean, 5 (17) октября 1883 — 28 июня 1919) — офицер Русской императорской армии, затем — украинский военный деятель, полковник армии УНР.

## Биография
Родился в селе Гиждев (ныне Яривка) Хотинского уезда Бессарабской губернии (сейчас — Днестровского района Черновицкой области Украины). По национальности — молдаванин. Фамилия происходит от рум. Bulboacă — «водоворот». Сын сельского православного священника, Фёдора Алексеевича Болбоча́на и его жены Елизаветы Григорьевны.
Общее образование получил в Кишинёвской духовной семинарии, окончив два класса.

### На службе в Русской императорской армии
Во время русско-японской войны, достигнув призывного возраста, в августе 1905 года вступил в службу рядовым на правах вольноопределяющегося 2-го разряда. В январе 1906 года был повышен в звании до младшего унтер-офицера и в том же году направлен на учёбу в Чугуевское юнкерское пехотное училище.
По окончании (по 1-му разряду) трёхгодичного курса наук в училище, 6 августа 1909 года был произведён из юнкеров в подпоручики (со старшинством с 15 июня 1908 года) и назначен на службу в 38-й пехотный Тобольский полк Русской императорской армии (место дислокации полка — местечко Скерневицы, Царство Польское, с 1910 года — Нижний Новгород).
С августа 1909 года служил младшим офицером 6-й роты. В апреле 1910 года временно исполнял должность полкового адъютанта.
В мае 1911 года был назначен помощником полкового адъютанта.
15 декабря 1912 года произведён в поручики (старшинство с 15 июня 1912 года).
В 1912—1913 годах, в полку, кратковременно исполнял должности: заведующего мобилизационной частью, заведующего школой подпрапорщиков.
1 марта 1914 года назначен полковым адъютантом, принял всё имущество и печать полковой канцелярии. С 01.03.1914 по 22.12.1916 числился в списках 1-й роты полка.

#### Первая мировая война
Участник Первой мировой войны. 9 августа 1914 года в составе своего 38-го пехотного Тобольского полка (10-й пехотной дивизии 5-го армейского корпуса) прибыл по железным дорогам в город Владимир-Волынский (Западная Украина) и принял участие: в Галицийской битве и в последующих сражениях 1914 года на Юго-Западном фронте, в 1915 году — в Виленской операции и в ликвидации Свенцянского прорыва, в 1916 году — в Нарочской операции и в летнем наступлении на Юго-Западном фронте, в 1917 году — в военных действиях на Западном фронте (на юго-западе Полесья) и, с апреля 1917, — на Юго-Западном фронте (в Восточной Галиции).
В 1914—1915 годах в ходе военных действий поручик Болбочан, оставаясь на должности полкового адъютанта, назначался временно исполняющим должности командиров подразделений своего полка: 11-й роты (08.12.1914—21.01.1915), команды связи (02-15.01.1915), команды пеших разведчиков (18.02—19.03.1915), пулемётной команды (24.03—01.04.1915), 2-й роты (02-04.07.1915), 1-й роты (24.07—12.08.1915).
Участвовал в боях (сведения за 1914—1915 г.г.):
| У посада Лащов                                       | 1914 г. | август   | 14-15 |
| У деревни Вожучин                                    | -       | -        | 16-21 |
| У деревни Рагузино под городом Томашевым             | -       | -        | 27    |
| При взятии города Ярослава                           | -       | сентябрь | 2-8   |
| У деревни Промны на реке Пилице                      | -       | октябрь  | 11-15 |
| У деревни Остров (северо-западнее города Ченстохова) | -       | ноябрь   | 2-3   |
| У деревни Подолин                                    | -       | -        | 7-8   |
| У посада Тушин                                       | -       | -        | 9-10  |
| У деревни Хрусты-Старе                               | -       | -        | 11    |
| Под городом Брезинами                                | -       | -        | 13    |
| У деревни Новоставы                                  | -       | -        | 15-27 |
| У деревни Лазнова-Воля                               | -       | декабрь  | 1-3   |
| У деревни Рожкова-Воля                               | -       | -        | 6-13  |
| Под горородом Равой: под д.д. Конопница и Загуже     | -       | -        | 20 по |
|                                                      | 1915 г. | февраль  | 4     |
| При деревне Пореды                                   | -       | -        | 14    |
| У деревни Тсетсеры                                   | -       | -        | 15-16 |
| В позиционной войне                                  | -       | -        | 19 по |
|                                                      | -       | апрель   | 26    |
| При д.д. Гетке и Руда-Скрода                         | -       | мая      | 4-12  |
| При д.д. Круша и Тсетсеры                            | -       | -        | 15 по |
|                                                      | -       | июнь     | 9     |
| При д.д. Гетке и Руда-Скрода                         | -       | -        | 11 по |
|                                                      | -       | июль     | 6     |
| При деревне Добрый-Лясь и на реке Писсе              |         |          | 6-7   |
| При деревне Новоседлины                              | -       | -        | 13-21 |
| При деревне Орло-Подосье                             | -       | -        | 21-24 |
| У деревни Дембово-Ушник                              | -       | -        | 24-26 |
| У деревни Дембово-Хомунтово                          | -       | -        | 27    |
| У деревни Емелиты-Старые                             | -       | -        | 28    |
| У деревни Закшево-Новое                              | -       | -        | 29    |
| У деревни Павлевенты                                 | -       | -        | 31    |
| Севернее деревни Конопки-Плебанки                    | -       | август   | 1     |
| У посада Тыподои (восточнее деревни Серки)           | -       | -        | 2-3   |
| На Вилинских позициях:                               |         |          |       |
| У станицы Ландворово на линии озера Евьевского       | -       | -        | 12 по |
|                                                      | -       | сентябрь | 3     |
| У деревни Гервяты                                    | -       | сентябрь | 4-7   |
| Отход к станице Вилейка                              | -       | -        | 8-9   |
| У деревни Жупраны                                    | -       | -        | 10    |
| У деревни Осташково                                  | -       | -        | 14    |
| У деревни Черемшицы                                  | -       | -        | 18    |
| У деревни Занароча                                   | -       | -        | 19-23 |

9 марта 1916 года, у деревни Колодино, во время Нарочской операции, был контужен ударной волной разорвавшегося снаряда. В лазарете не лечился — остался при части (в полку).
22 мая 1916 года, Высочайшим приказом, Болбочан был произведен в чин штабс-капитана за отличия в делах против неприятеля (за отличия в боевых действия с 4 по 28 июля 1915 года), со старшинством с 28 июля 1915 года (Высочайшим приказом от 11 октября 1916 года даровано старшинство в чине штабс-капитана с 19 июля 1915 года).
Высочайшим приказом от 15 октября 1916 года, на основании Приказа по Военному ведомству 1915 года № 563, ст. 1, был произведен в капитаны со старшинством с 19 июля 1916 года.
9 декабря 1916 года назначен наблюдающим за пулемётными командами полка на правах командира батальона по отношению к названным командам, с оставлением в должности полкового адъютанта.
22 декабря 1916 года сдал должность полкового адъютанта и принял должность начальника пулемётной команды «Максима».
9 февраля 1917 года отправлен в командировку для ознакомления с должностью командира обоза 10-й пехотной дивизии.
17 февраля 1917 года — назначен командующим 9-й ротой на законном основании (фактически 9-й ротой не командовал, — находился в командировке).
26 февраля 1917 года — на основании приказа 10-й пехотной дивизии за № 81 назначен командующим дивизионным обозом названной дивизии и в этой должности находился до конца боевых действий (до конца ноября 1917 года), оставаясь в списках полка.
Осенью 1917 года принял участие в украинизации частей 5-го армейского корпуса. После октябрьской революции в Петрограде, в ноябре 1917 года, был избран командиром «украинского Республиканского полка», формируемого из военнослужащих-украинцев этого корпуса (вскоре полк был разоружён большевиками и расформирован по требованию революционного комитета).
В конце декабре 1917 года оставил службу в бывшей Русской императорской армии и во главе группы сослуживцев, офицеров-украинцев из «украинского Республиканского полка», прибыл в Киев, в распоряжение украинской Центральной рады.

### В украинской армии

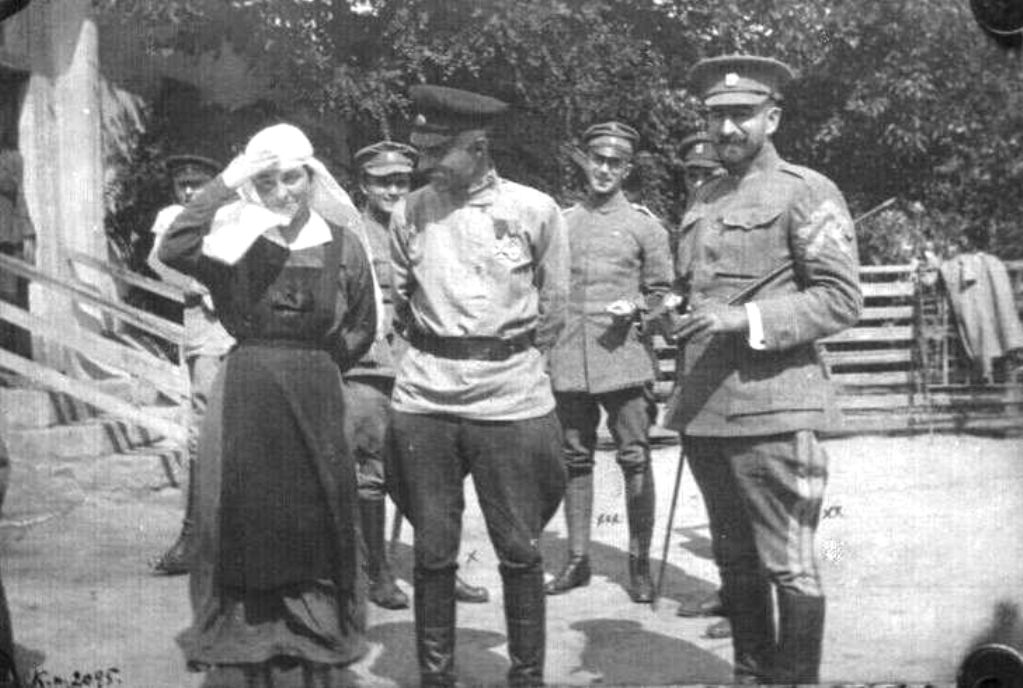
Иван Натиев (в центре снимка, с орденами Святого Георгия 4-й степени и Почётного легиона на груди), и Пётр Болбочан (справа, на переднем плане), 1918 год.

В начале января 1918 года Болбочан и его отряд были зачислены в состав формируемой в Киевском военном округе 2-й сердюкской дивизии войск Центральной рады.
В конце января — начале февраля 1918 года активно участвовал в подавлении большевистского январского восстания в Киеве. При занятии Киева большевиками отступил со своим отрядом последним в арьергарде вооружённых формирований Украинской народной республики.
С 9 февраля 1918 года — командир 2-го куреня (батальона) сводного Запорожского отряда генерала Присовского, развёрнутого в середине марта 1918 года, в Киеве, во 2-й пехотный Запорожский полк отдельной Запорожской дивизии армии УНР.
В марте-апреле 1918 года играл важную роль в действиях Запорожской дивизии при занятии Полтавы и Харькова. Вскоре Запорожская дивизия была развёрнута в корпус, и Болбочан был назначен командиром 1-й дивизии корпуса. Во главе дивизии двинулся на Крым и 25 апреля 1918 года захватил Симферополь, но вынужден был покинуть Крым по настоянию союзников (германского командования).

#### Крымская операция
- 10 апреля 1918 штаб Запорожского корпуса получил тайный приказ правительства УНР: опережая немецкие войска, захватить Крым. Пётр Болбочан был назначен командиром Крымской группы войск армии УНР на правах дивизии. 22 апреля Крымская группа захватила Джанкой — первую узловую железнодорожную станцию в Крыму, а 24 апреля — Симферополь. После ультиматума немецкого оккупационного командования по приказу военного министра УНР воинские части Болбочана в конце апреля 1918 вышли из Крыма.

С июня 1918 года, при гетмане Скоропадском, на Украине активизировалась повстанческая деятельность большевиков — активизировались действия «красных» партизанских отрядов внутри страны и набеги «красных повстанцев» с нейтральной зона на границе с Советской Россией. Дивизию Петра Болбочана отправили на охрану государственной границы севернее Славянска. В течение трёх месяцев запорожцы вели изнурительные бои с большевистскими вооружёнными формированиями.
5 ноября 1918 года Болбочан был произведён в чин полковника армии Украинской державы.
Будучи по партийной принадлежности правым националистом (принадлежал к партии социалистов-самостийников), Болбочан служил и режиму гетмана Скоропадского, и сменившему его режиму социалистической Директории, находясь в оппозиции к обоим: Скоропадский для него был слишком правым и пророссийским, Директория слишком левой.
В 1918 году поддержал кандидатуру Василя Вышиванного (эрцгерцога Вильгельма Габсбурга) на украинский престол. Это породило в Киеве слух, будто Болбочан захватил Александровск и провозгласил там себя гетманом. Вскоре последовала попытка Киева расформировать дивизию Болбочана, но Болбочан приказу не подчинился. Гетман Скоропадский оставил его в покое и даже произвёл в полковники.
В ноябре 1918 года поддержал антигетманское восстание и в ночь на 16 ноября арестовал в Харькове губернского старосту и командование 7-го Харьковского корпуса армии Украинской державы. Возглавил Запорожский корпус армии УНР.

## Отстранение от командования
17 ноября 1918 года полковник Болбочан был назначен Директорией УНР главнокомандующим Левобережным фронтом (Левобережной группой войск армии УНР), развёрнутым на восточной границе страны против наступавшей Украинской советской армии, составной части Красной армии РСФСР. С поставленной задачей не справился: войска фронта без боя сдали Харьков и Полтаву и в январе 1919 года были отведены на рубеж реки Днепр. Левобережную Украину захватили большевики.
В конце 1918 — начале 1919 года состояние Украинской народной республики стало критическим. «Надо что-то делать! Иначе — конец Украине! Страна наша погибнет» — заявил на совете руководства УДХП Николай Михновский.
Хлеборобы-демократы (УДХП) разработали план отстранения Директории от власти. Он состоял в том, чтобы с помощью двух наиболее боеспособных объединений украинской армии — Запорожского корпуса полковника Болбочана и корпуса Сичовых стрельцов полковника Коновальца — установить на Украине военную диктатуру. Решение УДХП было однозначным: «Необходимо ехать к Болбочану. Единственная надежда на него».
Кроме этого, Михновский хотел предложить полковнику пополнить его военные части «добровольцами-хлеборобами», которых в то время насчитывалось примерно 3 тысячи. В дальнейшем УДХП после переговоров с «Союзом хлеборобов-собственников» высказала готовность мобилизовать ещё примерно 40 тысяч человек. В основном это были представители украинских средних и мелких землевладельцев.
Михновский настиг штабной вагон Запорожского корпуса в Кременчуге, но на следующий день, 22 января 1919 года, по приказу Петлюры, Болбочан был арестован командиром 3-го Гайдамацкого полка Волохом и отправлен в Киев. В Киеве он был обвинён в «беспричинной» сдаче Полтавы и Харькова, сознательном подстрекательстве рабочих и крестьян против власти Директории, намерении перейти на сторону Добровольческой армии и в казнокрадстве (фактически деньги, в хищении которых обвинялся Болбочан, были переданы Коновальцу).
Был отстранён от должности и выслан в Станиславов (на территорию ЗУНР), под присмотр местных властей. Будучи в опале, продолжал критиковать Директорию и главного атамана Петлюру, называя их всех «мелкими авантюристами и интриганами», указывал на их несостоятельность в управлении страной и в организации обороны государства от внешних и внутренних врагов.

## Новый арест и расстрел
В Станиславове, вскоре после ликвидации на Волыни мятежа атамана Оскилко, Болбочан вновь принял участие в антипетлюровском заговоре, к которому был причастен и военный инспектор (политический комиссар) Запорожского корпуса Н. Гавришко. 7 июня 1919 года Гавришко подготовил приказ об отстранении командира Запорожского корпуса Владимира Сальского от командования корпусом и замене его Болбочаном (на что он имел право, но только в чрезвычайных ситуациях). 9 июня Болбочан и Гавришко явились с этим приказом к Сальскому, причём Болбочан заявил ему, что во главе УНР стоит «правительство марксистских изменников», которому Ленин и Раковский дороже, чем истинные патриоты Украины, и что такое правительство следует как можно скорее устранить от власти. Однако Сальский отказался подчиниться приказу политического комиссара до получения подтверждения главного атамана Петлюры, а когда он связался по телефону с Петлюрой, тот приказал арестовать Болбочана.
12 июня 1919 года военно-полевой суд осудил Болбочана на смертную казнь. Осуждённый дважды обращался к Петлюре о помиловании, однако ответа не последовало. По решению наказного атамана Осецкого, приговор суда был приведён в действие.
28 июня 1919 года в 10-м часу вечера Петра Болбочана расстреляли на железнодорожной станции Балин. Там же, недалеко от станции, он был похоронен.

## Награды
- Медаль «В память 100-летия Отечественной войны 1812» (30 октября 1912 года)
- Медаль «В память 300-летия царствования дома Романовых» (9 марта 1913 года)
- Орден Святого Станислава 3-й степени с мечами и бантом (за боевые действия 17-18 августа 1914 года; утверждено Высочайшим приказом от 06.10.1915)
- Орден Святой Анны 3-й степени с мечами и бантом (за боевые действия в период с 20 октября по 1 декабря 1914 года; Приказ 5-й армии от 24 января 1915 года № 185, — утверждено Высочайшим приказом от 09.07.1915)
- Орден Святого Станислава 2-й степени с мечами (за боевые действия в период с 1 января по 4 февраля 1915 года; утверждено Высочайшим приказом от 22.04.1915)
- Орден Святой Анны 2-й степени с мечами (за боевые действия 15 февраля 1915 года; утверждено Высочайшим приказом от 03.06.1915)

## Семья
- Был женат первым законным браком на девице Марии Ивановне Попескул (рождения 12.07.1889), православного вероисповедания. Детей не имел.

## Память
- 4 октября 2020 года в Киеве открыт бюст П. Болбочану по адресу ул. Сечевых Стрельцов, 86[6].
- Полк имени Петра Болбочана
- В 2005 году в селе Балин был установлен в его честь памятный знак.
- В Львове есть Улица Полковника Петра Болбочана.
- В 2013 году 1 июня улица Кирова в Луцке была переименована в честь Петра Болбочана.
- В 2015 году 17 декабря улица Командарма Каменева в Киеве была переименована в честь Петра Болбочана.
- В Днепре бывшая улица Чапаева была переименована в улицу Болбочана.
- Улица Петра Болбочана есть в городе Бровары.
- Переулок Петра Болбочана есть в городе Житомир.
- Улица Петра Болбочана есть в городе Хмельницкий (бывшая Городовикова) с 24 февраля 2016
- Улица Петра Болбочана есть в городе Харьков (бывшая Клапцова) с 17 мая 2016
- Переулок Петра Болбочана есть в городе Полтава (бывший красный) с 20 мая 2016
- Улица Петра Болбочана есть в городе Запорожье.
- Улица Полковника Болбочана есть в городе Смела.
- 14 октября 2020 года в 3-й бригаде оперативного назначения Национальной гвардии Украины присвоено почетное наименование «имени полковника Петра Болбочана».

## В литературе
- В романе Михаила Булгакова «Белая гвардия» (1924) и пьесе «Дни Турбиных» (1925) Болбочан выведен под фамилией Болботун. Также от этой вымышленной фамилии М. Булгаков произвёл глагол «болботунить» («жена напетлюрила и болботунит»); в переводе с украинского языка «болбот»[7] — «болтун», «балабол».